# Pierre Duprat
Pierre Duprat (ur. 26 listopada 1989) – francuski judoka. Olimpijczyk z Rio de Janeiro 2016, gdzie zajął siedemnaste miejsce w wadze lekkiej.
Uczestnik mistrzostw świata w 2011, 2013, 2014, 2015 i 2017. Trzeci w drużynie w 2017. Startował w Pucharze Świata w latach 2009–2013, 2017, 2019 i 2020. Brązowy medalista mistrzostw Europy w 2013; piąty w 2011 i drugi w drużynie w 2011. Pierwszy w drużynie na igrzyskach europejskich w 2015 roku.

## Letnie Igrzyska Olimpijskie 2016
| Konkurencja | Eliminacje            | Eliminacje            | Klas. końcowa |
| Konkurencja | Przeciwnik I          | Przeciwnik II         | Miejsce       |
| ----------- | --------------------- | --------------------- | ------------- |
| 73 kg       | Hong Kuk-hyon (PRK) Z | Dienis Jarcew (RUS) P | 17.           |